# Золоті роки (мінісеріал, 1991)
«Золоті роки» (англ. Golden Years) — американський фантастичний мінісеріал 1991 року, знятий по оригінальному сценарію Стівена Кінга.

## Сюжет
«Фалко-Плейн» — звичайна сільськогосподарська станція. Але це лише ширма. Насправді це територія Міністерства оборони, де уряд США проводить надсекретні досліди. Один з них — знайти еліксир молодості. Одного разу в лабораторії відбувається потужний вибух, і в зоні ураження випадково виявляється старий прибиральник — Гарлан Вільямс.
Для розслідування на станцію прибуває комісія з міністерства оборони. Але серед них Террі Спен (начальниця служби безпеки) впізнає свого колишнього колегу. Цей колишній колега, Джуд Ендрюс, зовсім не співробітник міноборони, а агент Департаменту Наукової Розвідки (він же ДНР, він же просто — Контора), пропащий головоріз, що йде по трупах.
Незабаром Ендрюс з'ясовує, що прибиральник молодшає. З цього моменту його єдина мета — дістатися до прибиральника. Террі довідується про наміри колишнього товариша по службі і викрадає прибиральника в Ендрюса з-під носа. Ендрюс в люті починає переслідування.

## У ролях
| Актор              | Роль                    |
| ------------------ | ----------------------- |
| Кіт Сарабайка      | Гарлан Вільямс          |
| Фелісіті Гаффман   | Террі Спанн             |
| Ед Лаутер          | генерал Луїс Крейс      |
| Р. Д. Колл         | Юда Ендрюс              |
| Білл Реймонд       | лікар Річард Тоддгантер |
| Френсіс Штернхаген | Джина Вільямс           |
| Стівен Рут         | майор Мореланд          |
| Філіп Ленковський  | Біллі Делоас            |
| Тім Гвіні          | Фредерікс               |
| Грем Паул          | Рік Гаверфорд           |
| Ерік Кінг          | Бертон                  |
| Джон Ротман        | лікар Аккерман          |
| Ранделл Гейнс      | Гокінс                  |